# Пентапалладийстронций
Пентапалладийстронций — бинарное неорганическое соединение
палладия и стронция
с формулой SrPd5,
кристаллы.

## Получение
- Сплавление стехиометрических количеств чистых веществ:

{\displaystyle {\mathsf {5Pd+Sr\ {\xrightarrow {T}}\ SrPd_{5}}}}

## Физические свойства
Пентапалладийстронций образует кристаллы
гексагональной сингонии,
пространственная группа P 6/mmm,
параметры ячейки a = 0,5411 нм, c = 0,4416 нм, Z = 1,
структура типа пентамедькальция CaCu5
.
Соединение конгруэнтно плавится .